# 세르카리아
세르카리아(cercaria, 복수형 cercariae)는 기생충의 흡충류 부류의 애벌레 형태이다. 포자충류 또는 레디아의 생식 세포 내에서 발생한다. 세르카리아는 큰 침투 땀샘이 있는 점점 가늘어지는 머리를 가지고 있다. 종에 따라 헤엄치는 긴 "꼬리"가 있을 수도 있고 없을 수도 있다. 운동성 세르카리아는 종에 따라 성충, 메소세르카리아 또는 피낭유충이 될 숙주를 찾아 정착한다.
세르카리아(Cercaria)라는 용어는 애벌레 형태만 알려진 종의 설명에서 속 이름으로도 사용된다.
로티퍼(Rotaria rotatoria)는 화학물질인 주혈흡충 마비 인자(Schistosome Paralysis Factor)를 생성하여 세르카리아 유영을 억제하고 감염을 줄인다.